# Christina von Arbin
Christina Henningsdotter von Arbin, född 27 oktober 1942 i Stockholm, är en svensk arkitekt och kulturvårdare.
Hon studerade vid KTH och tog arkitektexamen 1967. Hon var 1967-1971 anställd vid Uddén & Wåhlström arkitektkontor, 1971-1976 vid Statens institut för byggnadsforskning, 1976-1989 vid Riksantikvarieämbetet (RAÄ), där hon 1978 blev avdelningsdirektör och 1986-1989 var chef för planeringssekretariatet. Efter en tjänst som programsekreterare hos Sveriges Arkitekters Riksförbund 1989-1990 återvände hon till RAÄ, där hon 1990-1995 var avdelningschef för byggnadsavdelningen, stabschef 1995-2000 och överantikvarie 2000-2003. 
2003 utnämndes hon till överintendent och chef för Statens försvarshistoriska museer för perioden 2003-2007. 

## Nationella regeringsuppdrag
2007-2009 Särskild utredare med uppdrag att se över vissa frågor inom museisektorn Avrapporterat i SOU 2009:15 Kraftsamling! – museisamverkan ger resultat. 1995 Sekreterare i "Kulturutredningen" med särskilt ansvar för kapitel 18 ”Kulturarv – grunden vi står på”, Kapitel 19 ” Kulturmiljövård i ett brett perspektiv” samt kapitel 25 ”Arkitektur och samhällsplanering” i utredningens slutbetänkande SOU 1995:8  ”Kulturpolitikens inriktning". 
1992 Särskild utredare av former för kulturstöd vid ombyggnad. Avrapporterat i SOU 1992:107  Kulturstöd vid ombyggnad

## Internationella uppdrag
1997–2003 ordförande i den av kulturministrarna i länderna runt Östersjön tillsatta ”Monitoring Group on Heritage Co-operation in the Baltic Sea States”, 2002–2003 svensk representant i styrelsen för Nordiska världsarvskontoret i Oslo,
1986–1989 Sveriges representant, samt ordförande i den europeiska styrgruppen för Europarådets landsbygdskampanj, 1977–1995 Sveriges delegat i Europarådets styrkommittéer med ansvar för kulturarvsfrågor 
(strukturen för hur kulturarvsfrågorna hanterades bytte under denna period skepnad ett par gånger)
samt ordförande i kommittén 1982-85 samt ordförande och delegat i ett stort antal arbetsgrupper och utskott under hela mandatperioden.

## Styrelseuppdrag
Har varit Ledamot i Statens fastighetsverk, Svenska lagerhus, Arkitekturmuseet, Birgittastiftelsen, Nya Idun, Europa Nostra, Stiftelsen Kulturarv utan gränser.
Stiftelsen Falu Gruva och Stiftelsen Drottningholms Slottsteater. 
Är vice ordförande i Svenska Atheninstitutets vänner och sedan 2006 ledamot av Kungliga Patriotiska sällskapets förvaltningsutskott och sedan 2016 dess vice ordförande.

## Utmärkelser
- H.M. Konungens medalj i guld av 8:e storleken med serafimerordens band (Kon:sGM8mserafb 2016)
- Medaljen För nit och redlighet i rikets tjänst (GMnor 2001)
- Kungliga Vitterhetskademiens Gustaf Adolfsmedalj (HA:sGAM 2011)
- Statens försvarshistoriska museers guldmedalj (SFHMGM 2007)
- Kungliga Patriotiska sällskapets stora medalj i guld (PatrSstGM 2015) för betydande gärning